# Taras Czubaj
Taras Hryhorowycz Czubaj (ukr. Тарас Григорович Чубай; ur. 21 czerwca 1970 we Lwowie) – ukraiński muzyk rockowy, wokalista, kompozytor, tekściarz. Zasłużony Artysta Ukrainy (2008).
Jest synem lwowskiego poety Hryhorija Czubaja oraz liderem zespołu Płacz Jeremiji.